# Blackbirds
Blackbirds er en amerikansk stumfilm fra 1915 af J. P. McGowan.

## Medvirkende
- Laura Hope Crews som Leonie Sobatsky
- Thomas Meighan som Jack Doggins / Nevil Trask
- George Gebhardt som Bechel
- Raymond Hatton som Hawke Jr.
- Jane Wolfe som Maroff